# MAKS-Therapie
Die MAKS-Therapie ist eine multimodale, Ressourcen erhaltende, somit nicht-medikamentöse Therapie für Menschen mit Demenz. MAKS steht als Abkürzung für Motorische, Alltagspraktische, Kognitive und Soziale Aktivierung.

## Kurzbeschreibung
Um bessere Belege zur Wirksamkeit nichtmedikamentöser Interventionen bei degenerativen Demenzen zu erhalten, wurde im Bereich Medizinische Psychologie und Medizinische Soziologie der Psychiatrischen Universitätsklinik Erlangen die manualisierte MAKS-Therapie entwickelt. Sie wurde in einer methodisch anspruchsvollen Studie wissenschaftlich überprüft. Als Projektleiter zeichnete Elmar Gräßel verantwortlich. Bei der MAKS-Therapie handelt es sich um ein speziell auf die Bedürfnisse demenzkranker Personen abgestimmtes Konzept zur ganzheitlichen Ressourcenförderung, das aus vier Komponenten besteht: Motorische, Alltagspraktische und Kognitive Aktivierung mit Sozialer Einstimmung. Die vom Bundesministerium für Gesundheit im Rahmen der Initiative Leuchtturmprojekt Demenz geförderte Studie wurde von Dezember 2008 bis Januar 2010 durchgeführt und richtete sich an Menschen mit Demenz im Pflegeheim. Im Jahr 2011 wurde das MAKS-Projekt mit dem Erlanger Preis für Medizin und Technik in der Kategorie Gesundheit und Prävention ausgezeichnet. Derzeit werden in der Praxis unter wissenschaftlicher Begleitung weitere Einsatzmöglichkeiten geprüft.
MAKS und MAKS-Therapie sind geschützte Markennamen.

## Wirkung
Erste Studien zeigten bei leichten und mittelschweren Demenzen Symptomverbesserungen (z. B. bzgl. Kognition, Stimmung, alltagspraktischen Fähigkeiten), die zum Teil auch noch 10 Monate nach Beendigung der Therapiephase erkennbar waren.

## Ressourcen erhaltende Therapie
Dieser Begriff hat wesentliche Vorteile gegenüber den bisherigen Bezeichnungen „nicht-medikamentös“ oder „nicht-pharmakologisch“. Erstens hilft die Vermeidung der Vorsilbe „nicht“, das Missverständnis aufzulösen, die Anwendung „Ressourcen erhaltender Therapie“ richte sich gegen die Verwendung von Arzneimitteln. Richtig ist, dass die „Ressourcen erhaltende Therapie“ und die Pharmakotherapie zwei unterschiedliche Therapieformen sind. Sie können miteinander kombiniert oder auch einzeln angewandt werden. Zweitens wird mit der Bezeichnung „Ressourcen erhaltende Therapie“ die Zielrichtung und das therapeutische Potential dieser Behandlungsform konkret genannt, nämlich die Wirkung, Fähigkeiten zu erhalten.